# Guldtoppet pingvin
Guldtoppet pingvin (Eudyptes sclateri) er en pingvinart, der lever i New Zealand på de små Antipodeøer, som ligger syd for New Zealand. 
Den guldtoppede pingvin kan blive omkring 65-70 cm høj. Hele dens figur minder om en stor kegle, dens hoved er lille og rundt, næbet har en anelse orange farve og stikker ud som et almindelig fuglenæb. Oppe over øjnene stikker der nogen lange, stive guldfarvede fjer op. Det er fra disse fjer, den har fået navnet "guldtoppet".
Den guldtoppede pingvin lever normalt af fisk og krill. I nogle tilfælde kan krebsdyr være en nødvendighed for dem at spise, hvis de ikke kan fange andet.